# Tropidophis haetianus
La Boa Enana de La Española (Tropidophis haetianus) es una especie de serpiente endémica de la isla de La Española.